# 南国の街 宮崎市
「南国の街 宮崎市」（なんごくのまち みやざきし）は、宮崎県の県庁所在地である宮崎市が制定した市民歌。作詞・渡辺千万、作曲・橋本睦生。

## 解説
宮崎市では第6代市長・青木善祐の提唱により第二次世界大戦下の1942年（昭和17年）2月11日に「宮崎市歌」（作詞・長渡政男、作曲・佐藤禎二）が制定されたが、この初代市歌は「皇祖の御偉業」「八紘一宇建国の」「愛市の叫び翼賛の」と時勢を反映した大時代的な歌詞であったため、1945年（昭和20年）の終戦を境に3年半余りで演奏されなくなった。
その後、高度成長期に入り1974年（昭和49年）の市制50周年を機に改めて市民歌を制定することが提案され、歌詞を一般に公募した。応募総数は69篇で、市内在住の主婦・渡辺千万の応募作を入選として採用したのち、宮崎大学教育学部の橋本睦生に作曲を依頼して4月1日付で制定され、同日の市制50周年記念式典で初演奏が行われた。歌詞の内容は初代市歌とは対極にある平和的な内容となっており、1978年（昭和53年）刊の『宮崎市史 続編』上巻では「時代の推移を感ぜずにはいられない」と評されている。制定時に宮崎市が田中聖と吉川ひかるの歌唱、ニュー・サウンズ・オーケストラの演奏によるシングル盤を自主制作した。
宮崎市役所では、朝・昼の始業前に庁内放送で市民歌を演奏している。宮崎市に関連するその他の楽曲としては、2014年（平成26年）に市制90周年を記念して作成されたイメージソング「太陽のまち」（作詞/作曲/歌・松浦梓、補作詞・大城光恵、編曲・小玉竜三）がある。

## 備考
宮崎市は平成の大合併において田野町、佐土原町、高岡町および清武町を編入合併したが、各町との合併協議会において市民歌に関しては「宮崎市の制度に統一する」と取り決められたため「南国の街 宮崎市」が引き続きその地位を保っている。各町の町民歌や音頭に関しては、地域自治区の設置期間中は「自治区の歌」、廃止後は「地域の歌」として継承する旨の申し合わせが行われた。
- 田野町民歌（作詞・那須続、補作詞・作曲・中山大三郎）
- 佐土原町民歌
- 清武町民歌（作詞・石山久子、補作・黒木淳吉、作曲・森田公一）